# LIAZ 100
LIAZ 100 — крупнотоннажный грузовой автомобиль, выпускавшийся на заводах Škoda (позднее Škoda-LIAZ) с 1974 по 1994 год. В семейство входили двухосные бортовые тягачи полной массой 16—26 т и седельные тягачи полной массой 36—42 т.

## История

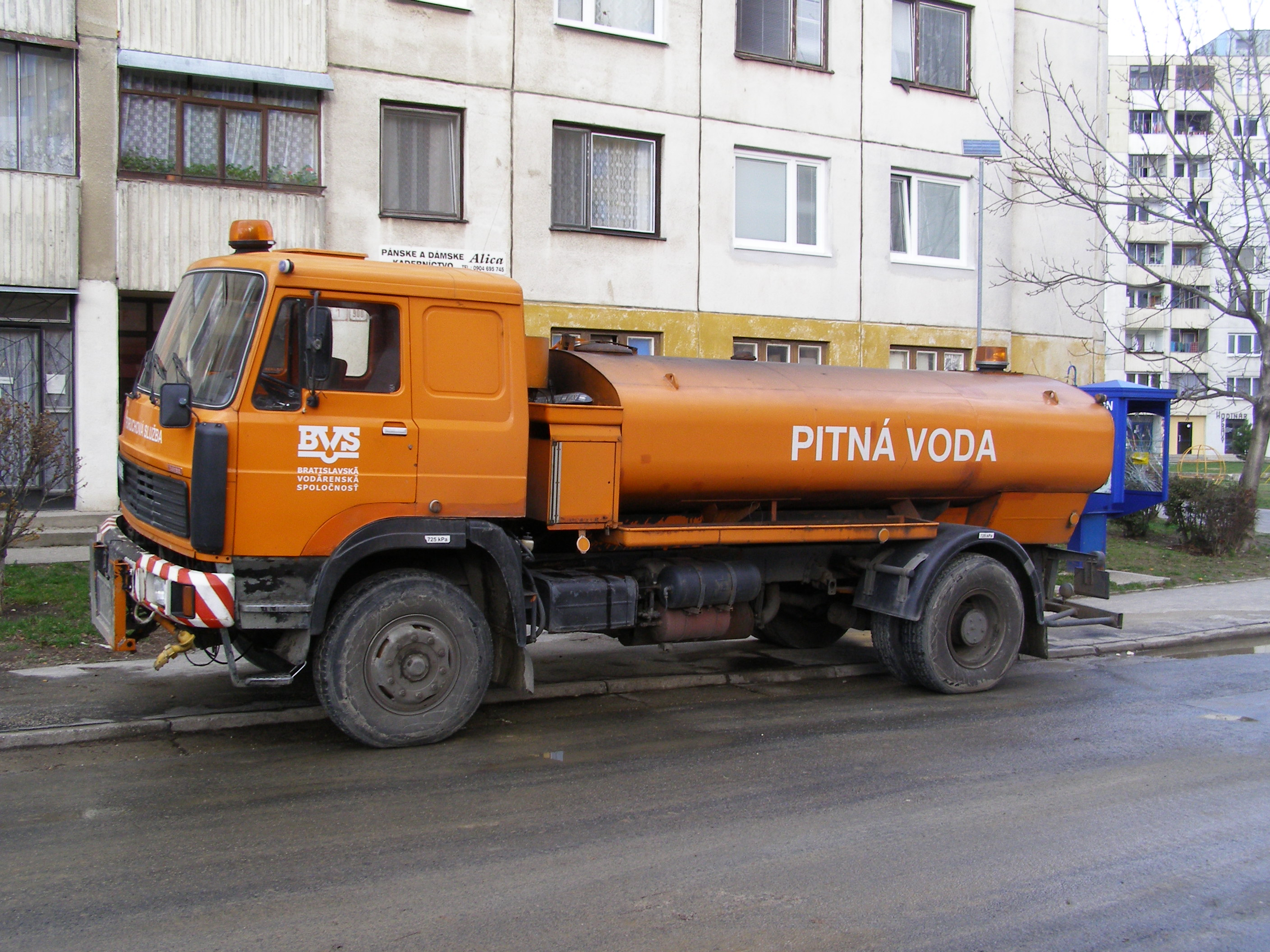
Водовоз LIAZ 110.850

Впервые автомобили семейства LIAZ 100 были представлены в 1974 году. Представляют собой автомобили на шасси Škoda 706MT.
Изначально производились только бортовые тягачи полной массой до 19 тонн и седельные тягачи под индексами LIAZ 100.42 и LIAZ 100.45 полной массой до 38 тонн. В 1975 году в семейство был добавлен бортовой тягач LIAZ 100.05. Автомобили оснащались дизельным двигателем внутреннего сгорания MS 634.
В 1984 году стартовало производство автомобилей семейства LIAZ 110 с откидной кабиной и пневматической задней подвеской. Также производились и трёхосные модели LIAZ 122 (6x2), бортовой тягач LIAZ 122.03 полной массой до 26 тонн и седельный тягач LIAZ 122.48 полной массой до 42 тонн. Автомобили оснащались дизельными двигателями внутреннего сгорания MS638 и MS637.
В 1984—1985 годах был налажен мелкосерийный выпуск полноприводных автомобилей LIAZ 100.55 D и LIAZ 111.154 для ралли «Дакар». С 1987 года производились также самосвалы LIAZ 150 (4x2) и LIAZ 151 (4x4).
В 1990—1992 годах был налажен серийный выпуск седельных тягачей LIAZ 110.573 с кабиной Maxi, двигателем мощностью 330 л. с. и антиблокировочной системой.
При поставках в СССР комплектовался двигателем ЯМЗ. Производство завершилось в 1994 году.

## Галерея

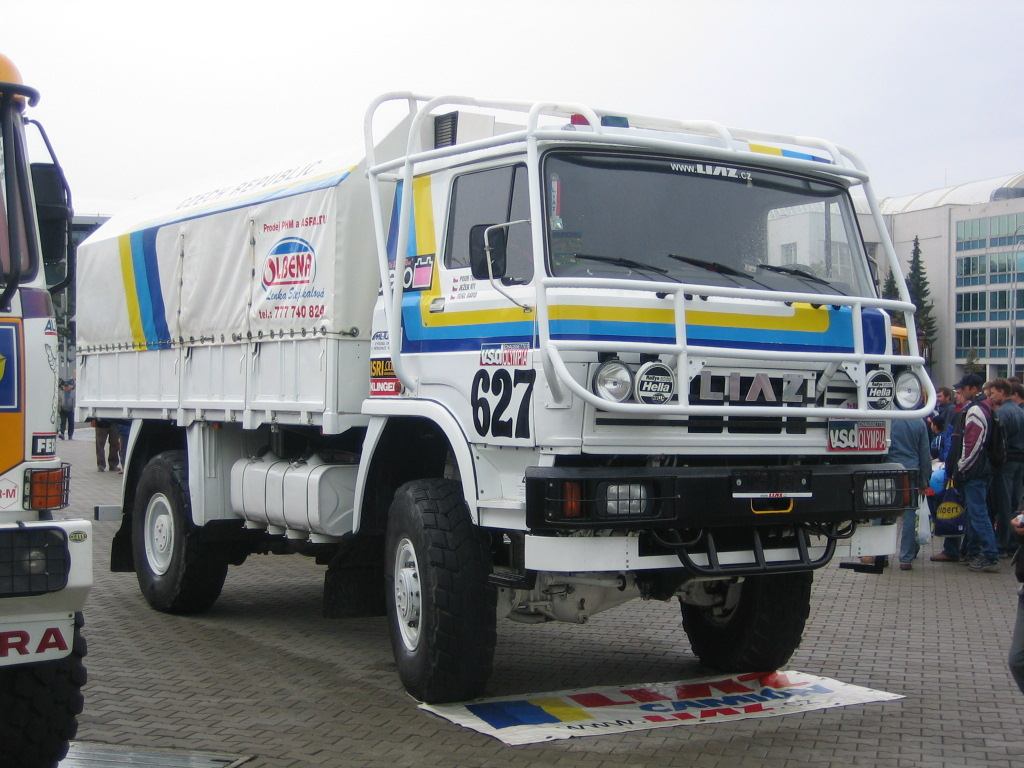
Liaz 100.55
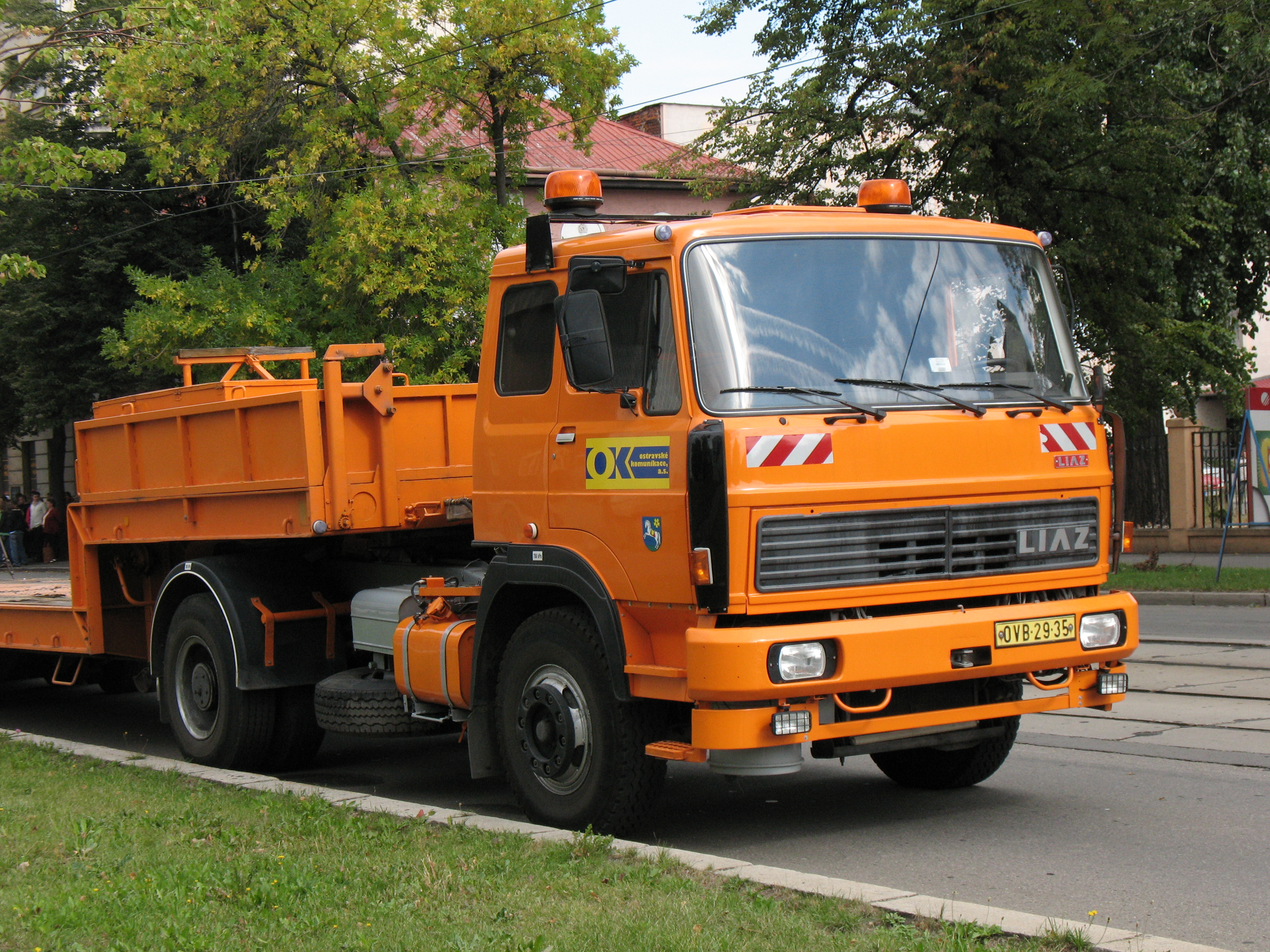
Liaz 200
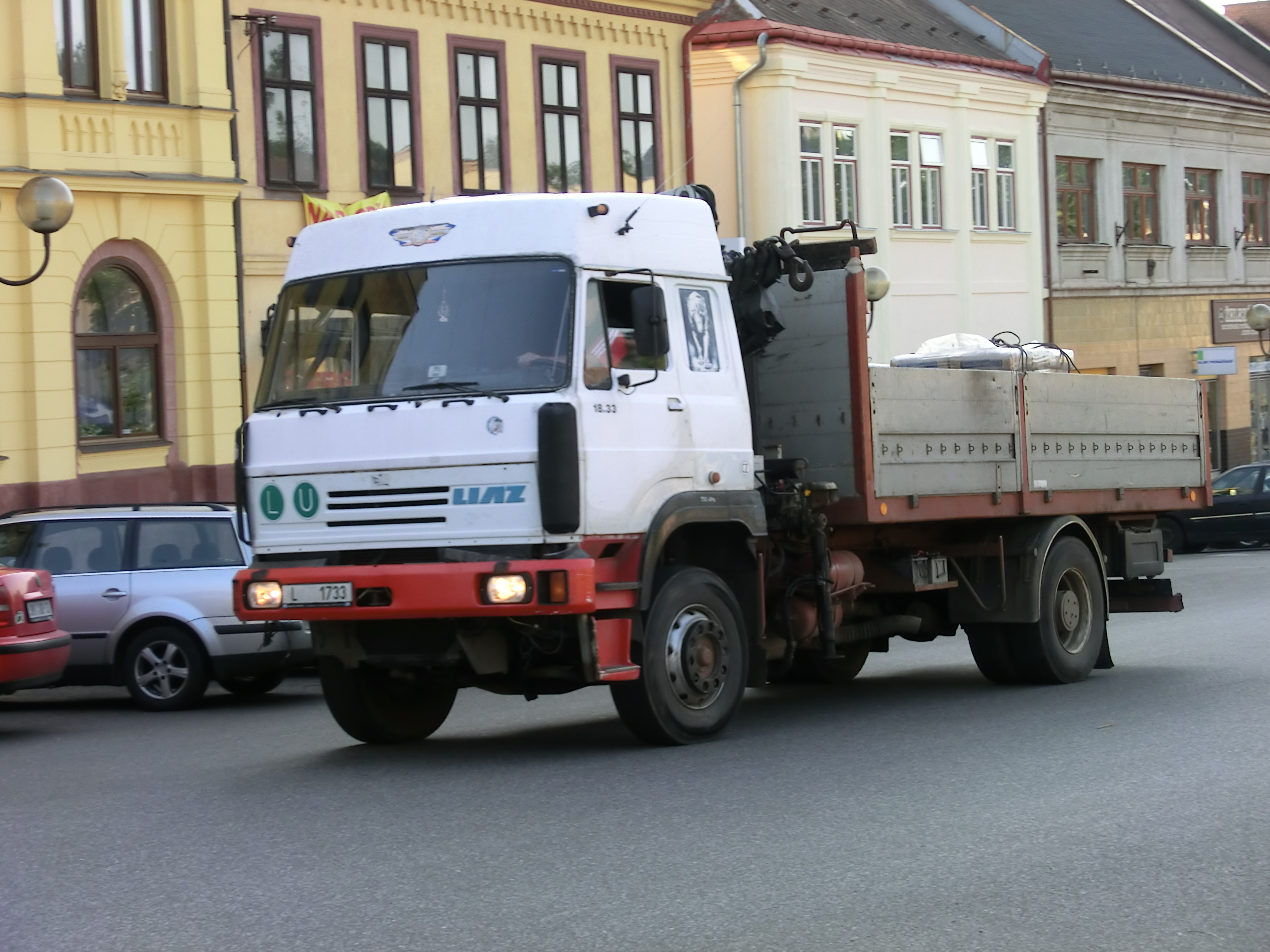
Liaz 300
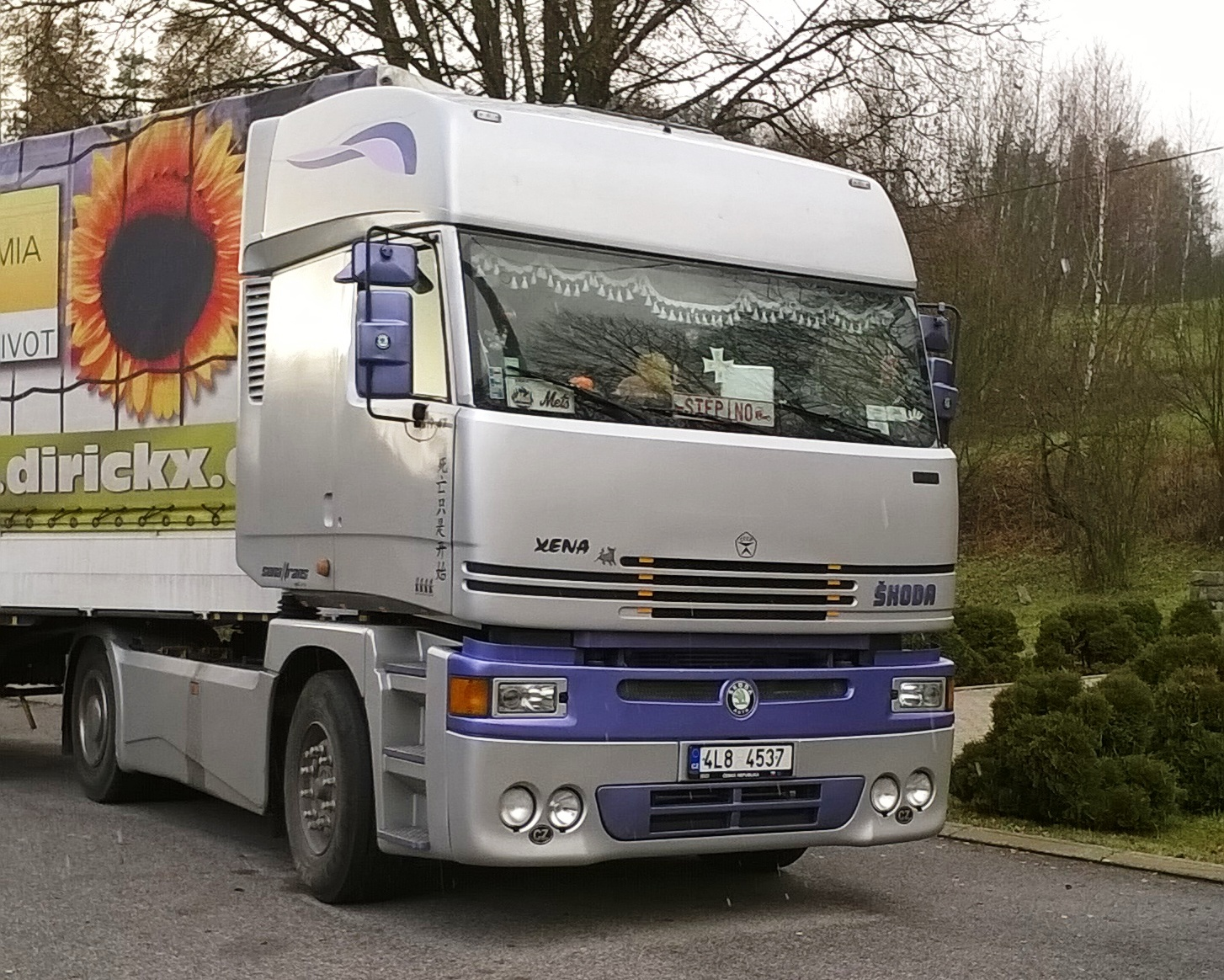
Liaz 400 Xena
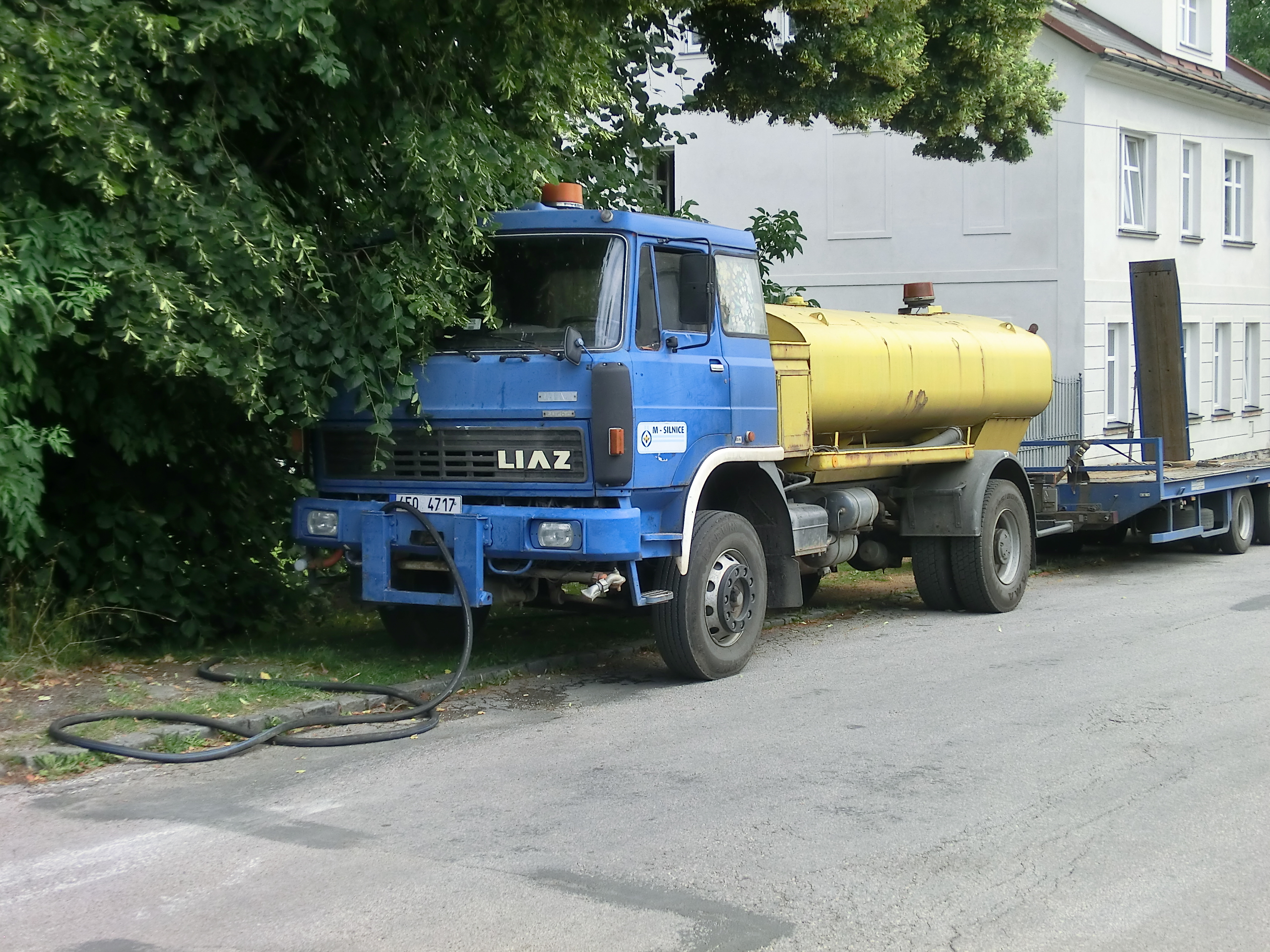
Топливозаправочная автоцистерна LIAZ-110.850
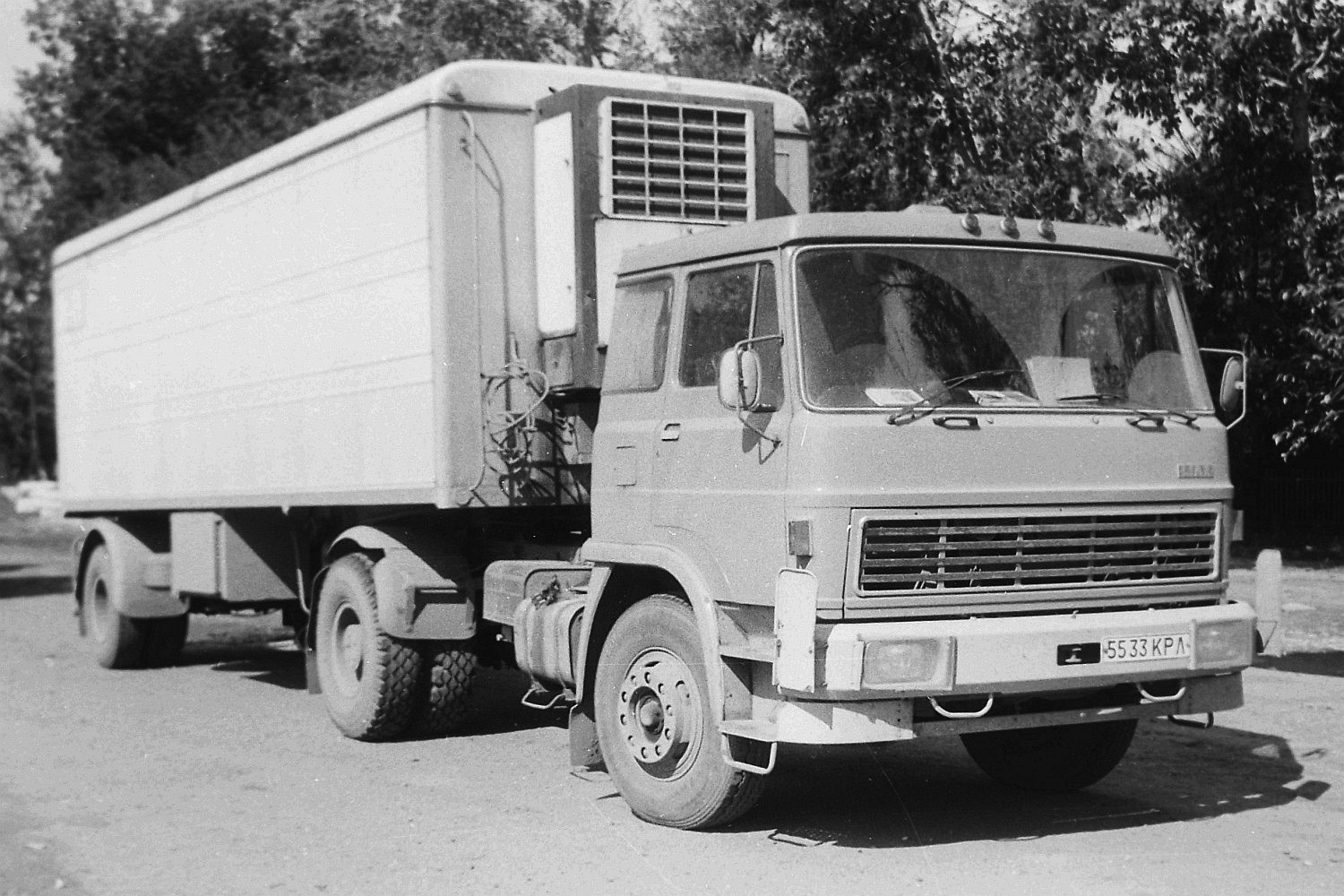
Седельный тягач LIAZ 100.42 с одноосным полуприцепом
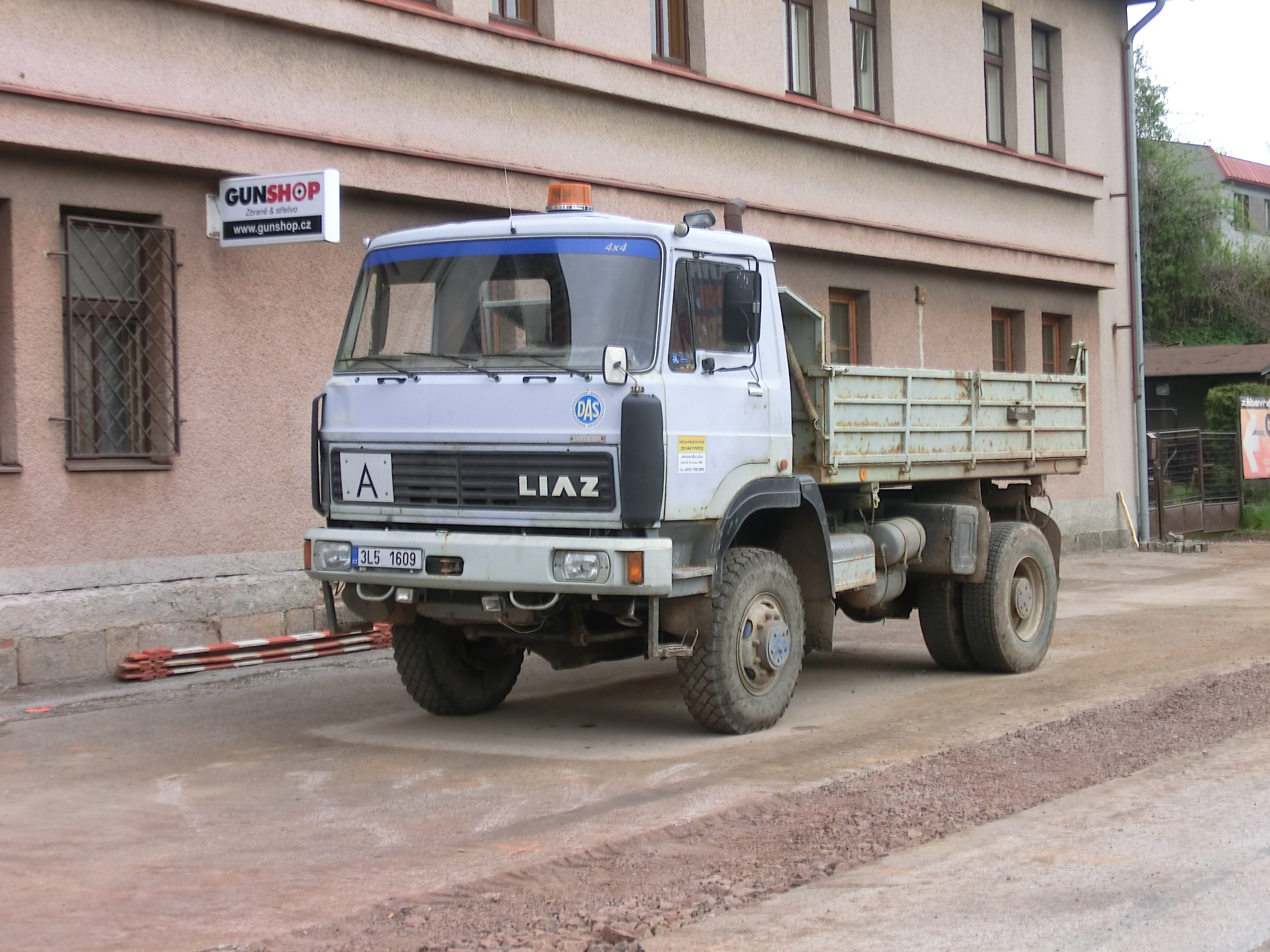
Самосвал LIAZ-151.261
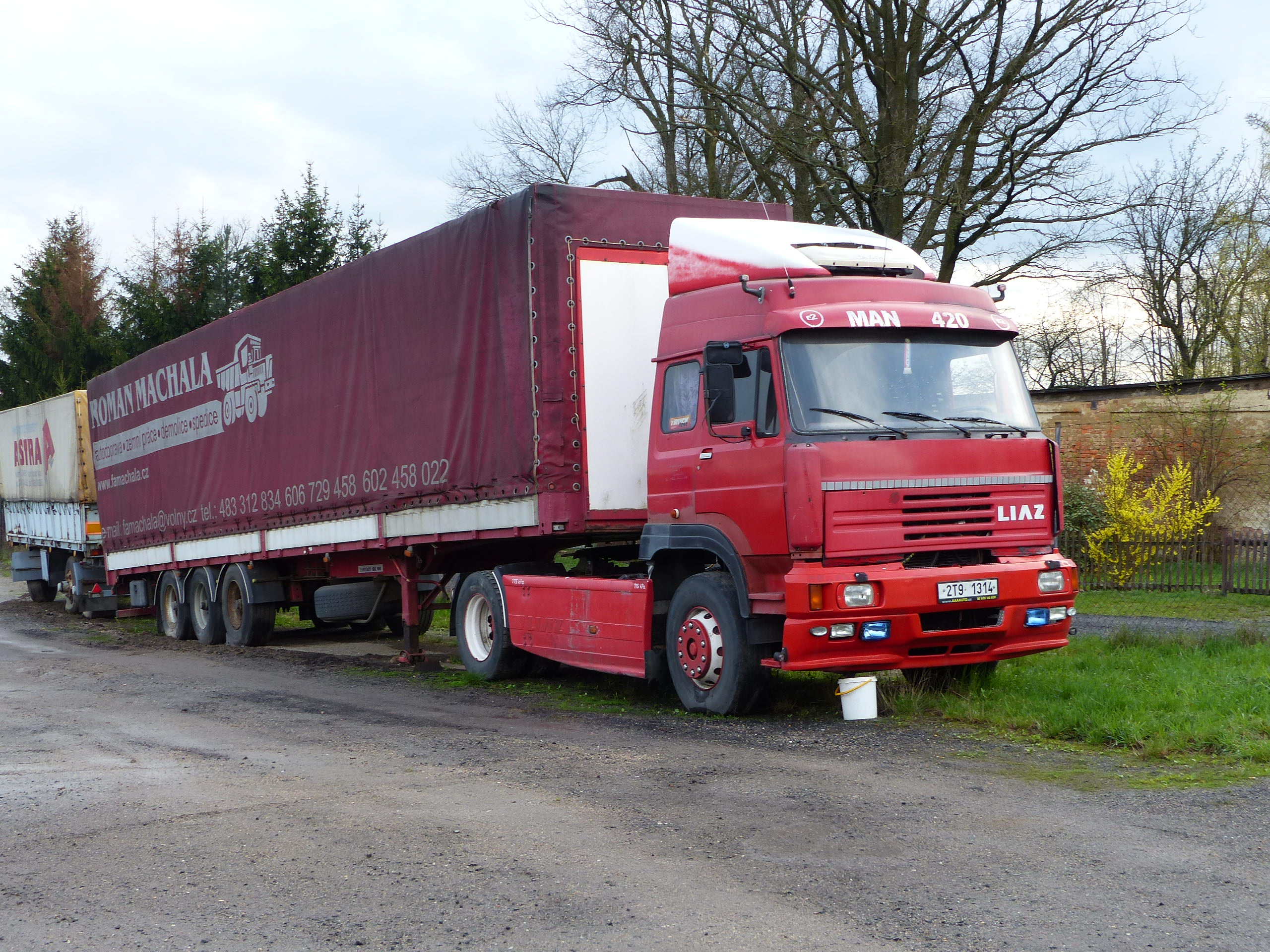
Седельный автопоезд LIAZ-110
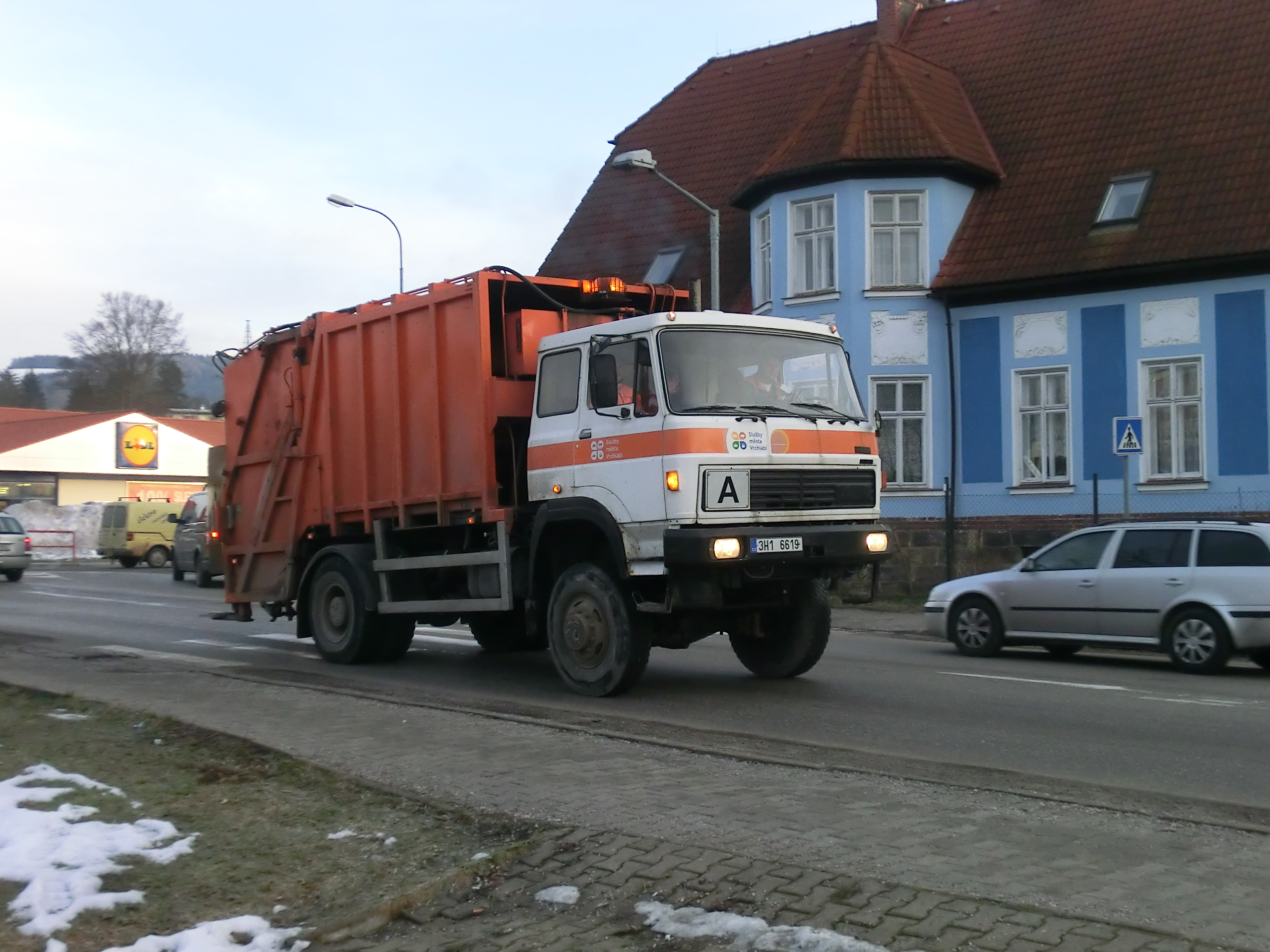
Мусоровоз на шасси LIAZ-111.840
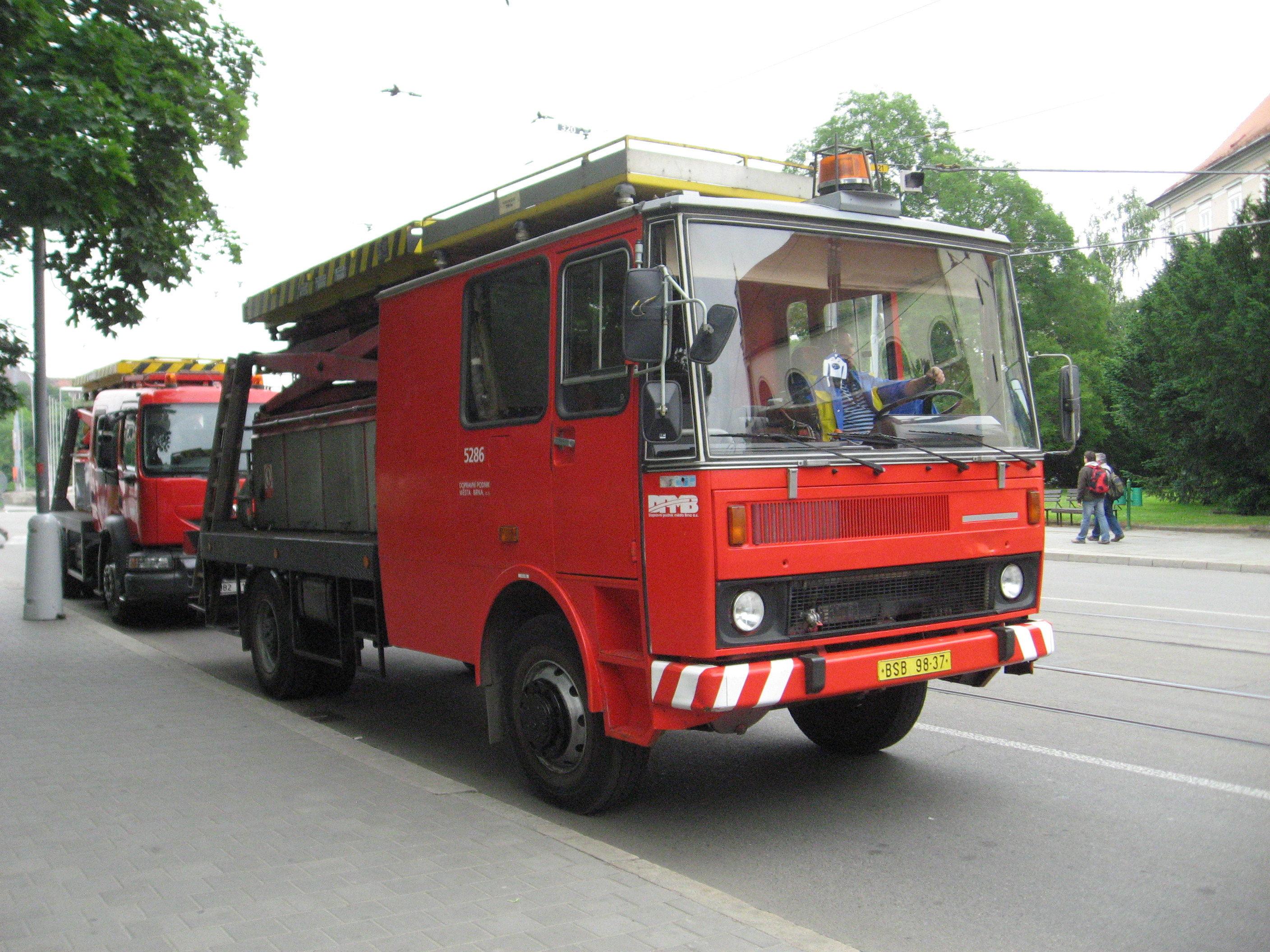
LIAZ 101.860 с кабиной от Karosa-700
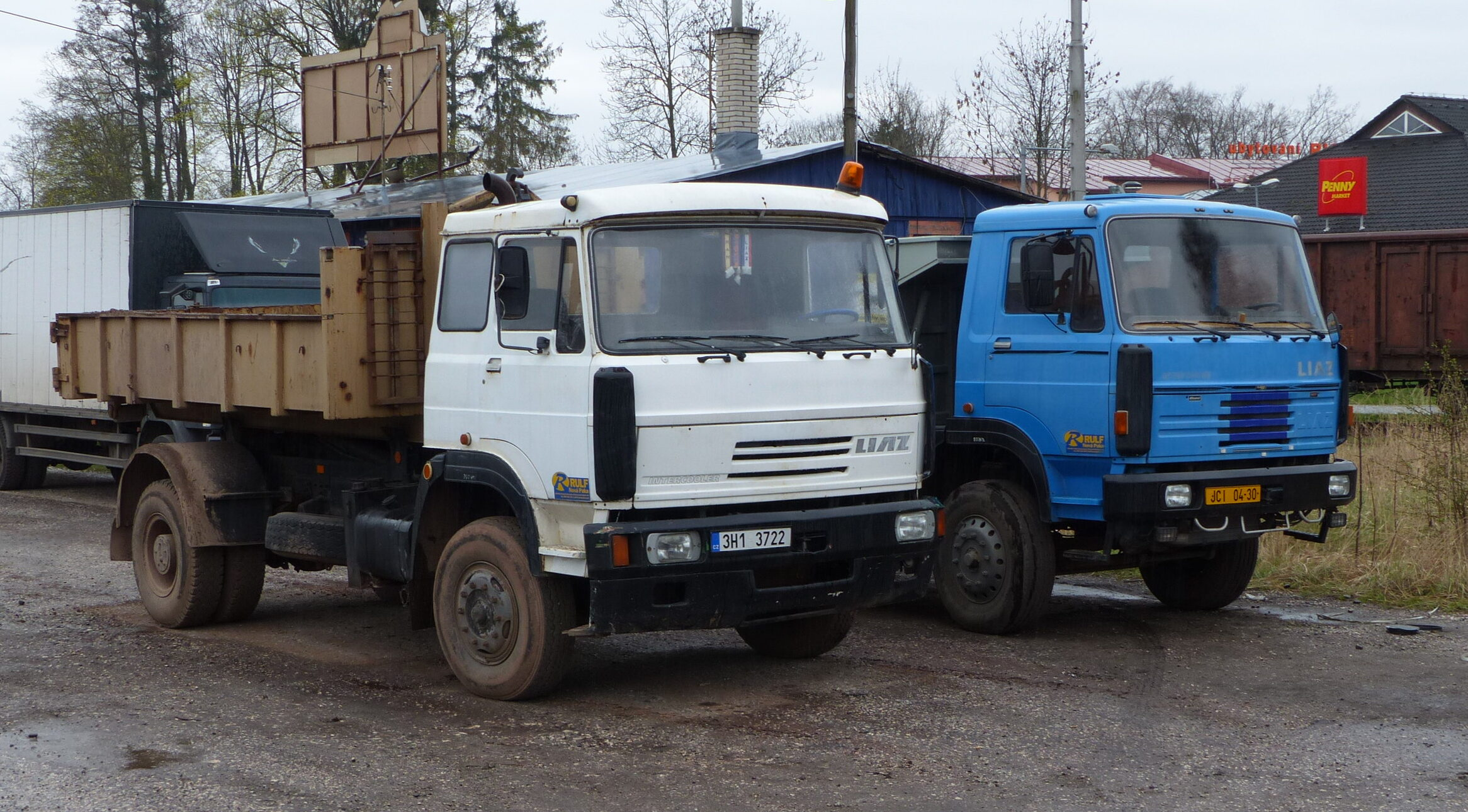
LIAZ-110.051 и LIAZ-150.261